# 션윈 예술단
션윈예술단(중국어 간체자: 神韵艺术团, 정체자: 神韻藝術團, 병음: Shényùn yìshùtuán 선윈 이수탄[*], 한자음: 신운 예술단, 영어: Shen Yun Performing Arts)은 미국 뉴욕에 본부를 둔 공연 단체, 예술 단체이다. 중국의 창작 무용, 민족 무용 공연을 중심으로 하는 예술 단체이며 관현악단도 운영하고 있다.
2006년 북아메리카에 거주하는 중화권 예술가와 파룬궁 수련자들이 "5,000년이 넘는 중국의 전통 문화 부흥, 중국 공산당 체제에서 문화 대혁명으로 파괴된 중국의 문화, 전통의 복원"을 목적으로 설립했다. 2007년에는 90명이 넘는 무용수, 음악가, 독주자, 제작진들이 첫 공연을 개최했다. 2011년부터 뉴욕 링컨 센터에서 정기적으로 상연하고 있다. 2018년 기준, 5개 예술단이 20여국에서 150개 도시를 상대로 500회 공연을 진행하고 있다.
션윈 예술단은 해마다 공연 소재를 교체하며 2시간 30분에 걸친 공연을 진행한다. 중국의 역사나 전설을 소재로 한 중국 창작 무용, 중국에 거주하는 여러 민족의 전통 무용을 소재로 한 창작 민족 무용, 독주, 오페라 가수의 노래 등 약 20개 전후의 공연으로 구성되어 있다. 배경음악은 오케스트라로 라이브 연주하며 각각의 공연 항목 앞에는 2개의 언어를 구사하는 사회자가 중국어와 현지 언어로 각 공연 소재를 소개한다. 무대 배경으로 사용되는 대형 3D 애니메이션 스크린 기술은 미국 특허를 받았다.
공연을 직접 보게 되면, 불가 도가 유가와 같이 수천년간 이어져온 중국의 전통 사상에 기반한 내용들이 등장하며 같은 동양권 문화 속에 있는 한국인들이 봐도 친근한 스토리들이 많이 등장한다. 
션윈 예술단은 북아메리카, 유럽, 오세아니아, 아시아, 라틴 아메리카 5개 대륙에 위치한 150여개 이상의 도시에서 공연을 가졌다. 2010년까지 전 세계에서 약 100만 명 이상에 달하는 관객들이 션윈 예술단의 공연을 관람했다. 그렇지만 중국 대륙에서는 공연을 열지 못하고 있다. 또한 중국 정부에서는 재외공관(대사관, 영사관)을 통해 해외에서 션윈 예술단의 공연을 취소하라는 정치적 압력을 가하고 있다. 하지만 대부분의 민주 국가에서는 중국 정부의 압력을 주권 침해라고 지적하며 문제없이 대관과 공연을 진행하고 있다.
논란: 션윈 공연에는 중국공산당으로부터 중국인들이 탄압과 억압을 받는 장면이 몇 군데 등장한다. 이를 눈엣가시처럼 여기는 중국정부는 션윈 공연을 방해하기 위해 각국 정부에 압력을 넣고 있고, 대한민국도 이로부터 자유롭지 못하다.

## 같이 보기
- 파룬궁